# Canções Subterrâneas
Canções Subterrâneas é o álbum de estreia do grupo português A Naifa. Cruzando o fado com sonoridades pop e electrónica, bem como outras linguagens musicais contemporâneas, é considerado um disco particularmente importante da música portuguesa do novo milénio.

## Faixas
1. Intro
2. Skipping
3. Queixas de um utente / Deus é a nossa mulher a dias
4. Música
5. Meteorológica
6. Perigo de explosão
7. Hécuba
8. Bairro velho
9. Rapaz a arder
10. Os milagres acontecem
11. Poema com domicílio / Questão da noite

## Créditos
- Luís Varatojo, (Guitarra Portuguesa);
- João Aguardela, (Baixo);
- Mitó, (Voz);
- Vasco Vaz, (bateria)